# Yours (진의 노래)
Yours는 대한민국의 보이 그룹 방탄소년단의 일원인 진이 부른 드라마 지리산의 OST이다.

## 같이 보기
- 슈퍼참치